# Rio Turvo (Minas Gerais)
O rio Turvo é um curso de água que banha a Zona da Mata do estado de Minas Gerais. É um afluente da margem direita do rio Xopotó, afluente do rio Doce.
O rio Turvo nasce na serra da Mantiqueira, a uma altitude de aproximadamente 840 metros, no município de Ubá. Em seu percurso, atravessa a zona urbana do município de Senador Firmino.  O rio Turvo desemboca no rio Xopotó no município de Senador Firmino, próximo ao limite com o município de Presidente Bernardes.